# 营盘山水库
营盘山水库是中国陕西省榆林市定边县境内的一座水库，位于红柳河上，建于1973年。水库正常库容为1000万立方米，集雨面积为112平方千米，海拔为1451米。